# Bad Großpertholz
Bad Großpertholz is een gemeente in de Oostenrijkse deelstaat Neder-Oostenrijk, gelegen in het district Gmünd (GD). De gemeente heeft ongeveer 1500 inwoners.

## Geografie
Bad Großpertholz heeft een oppervlakte van 82,4 km². Het ligt in het noordoosten van het land, niet ver van de grens met Tsjechië.

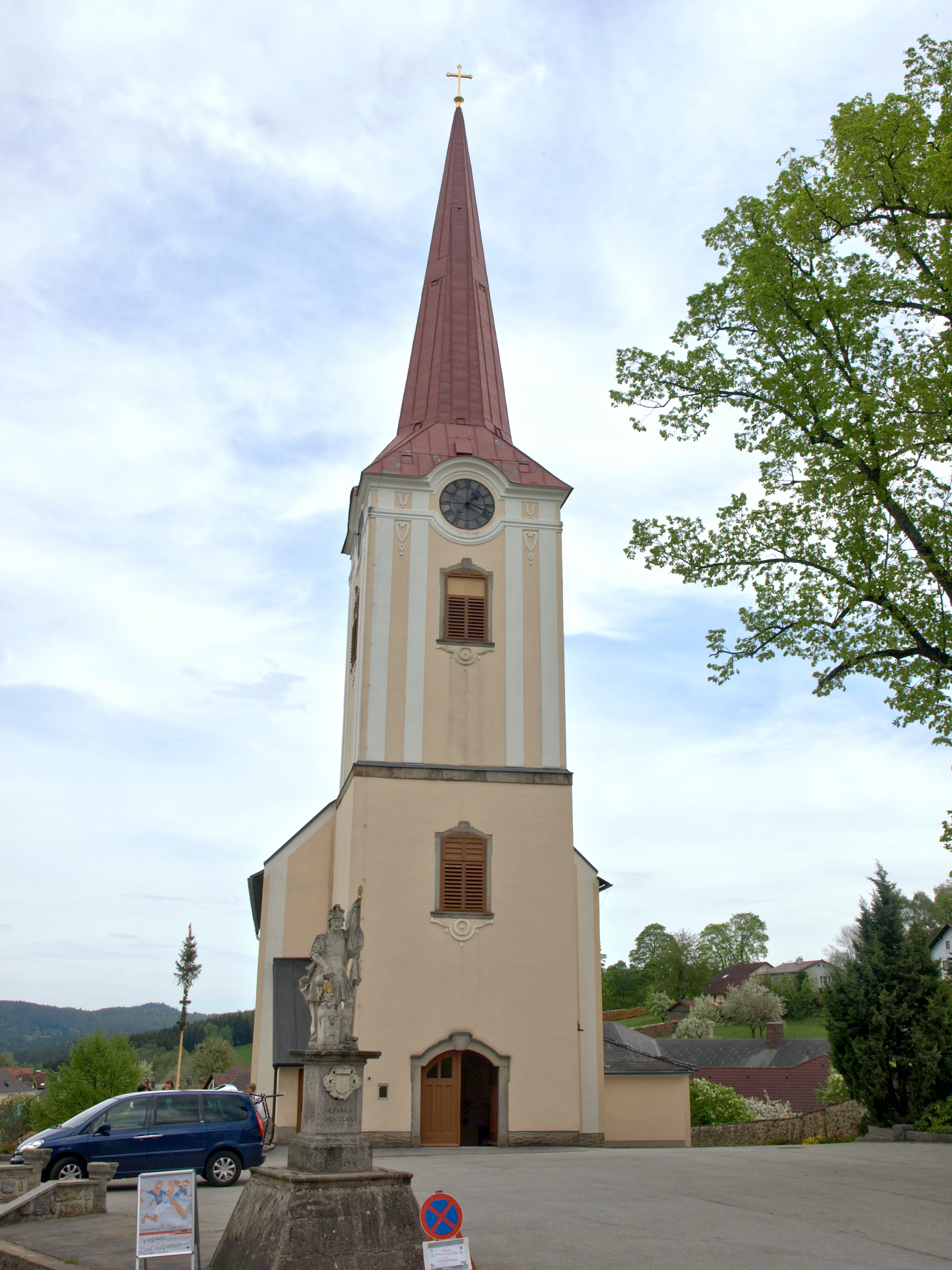
Kerk
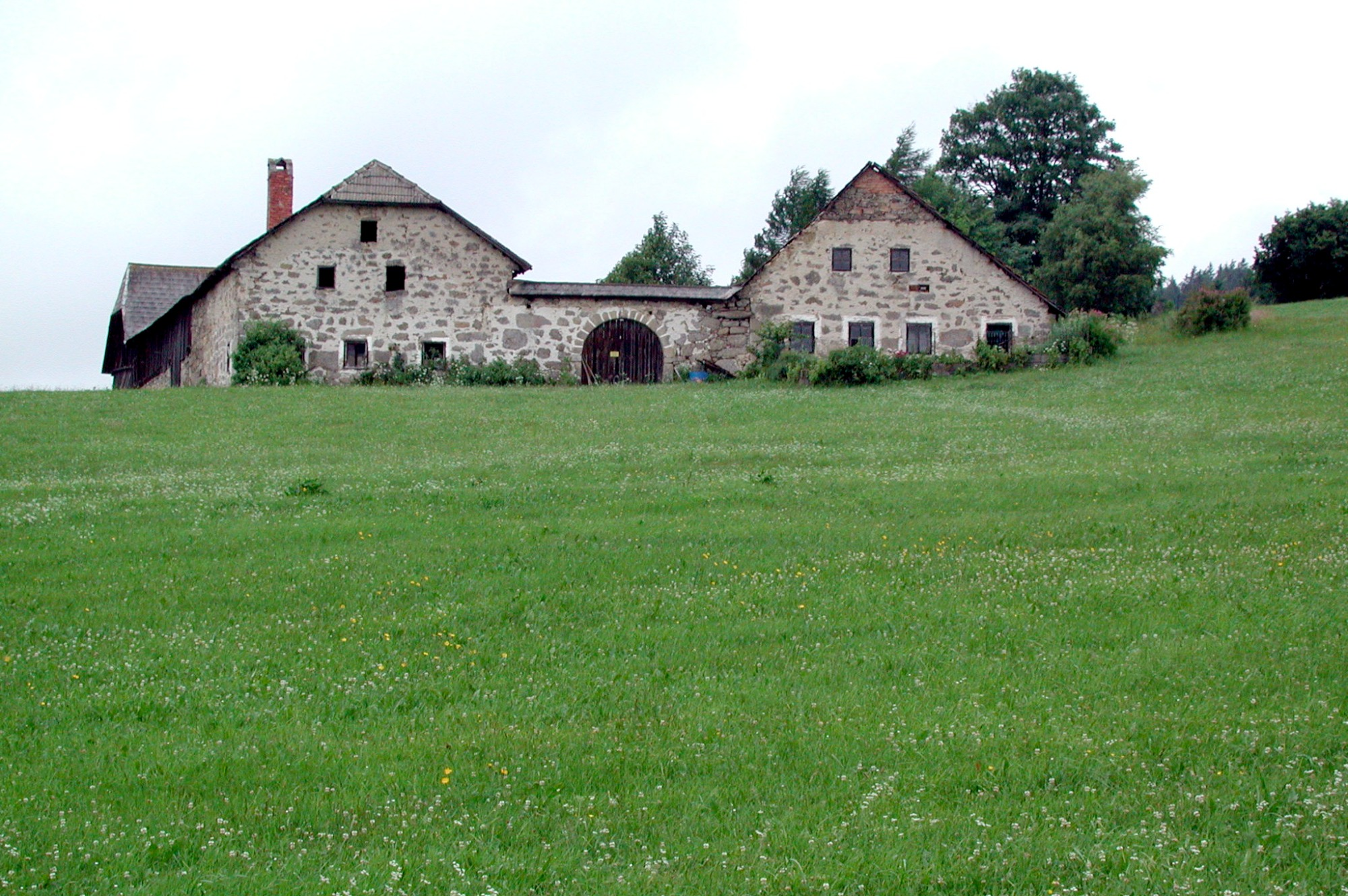
Oude boerderij
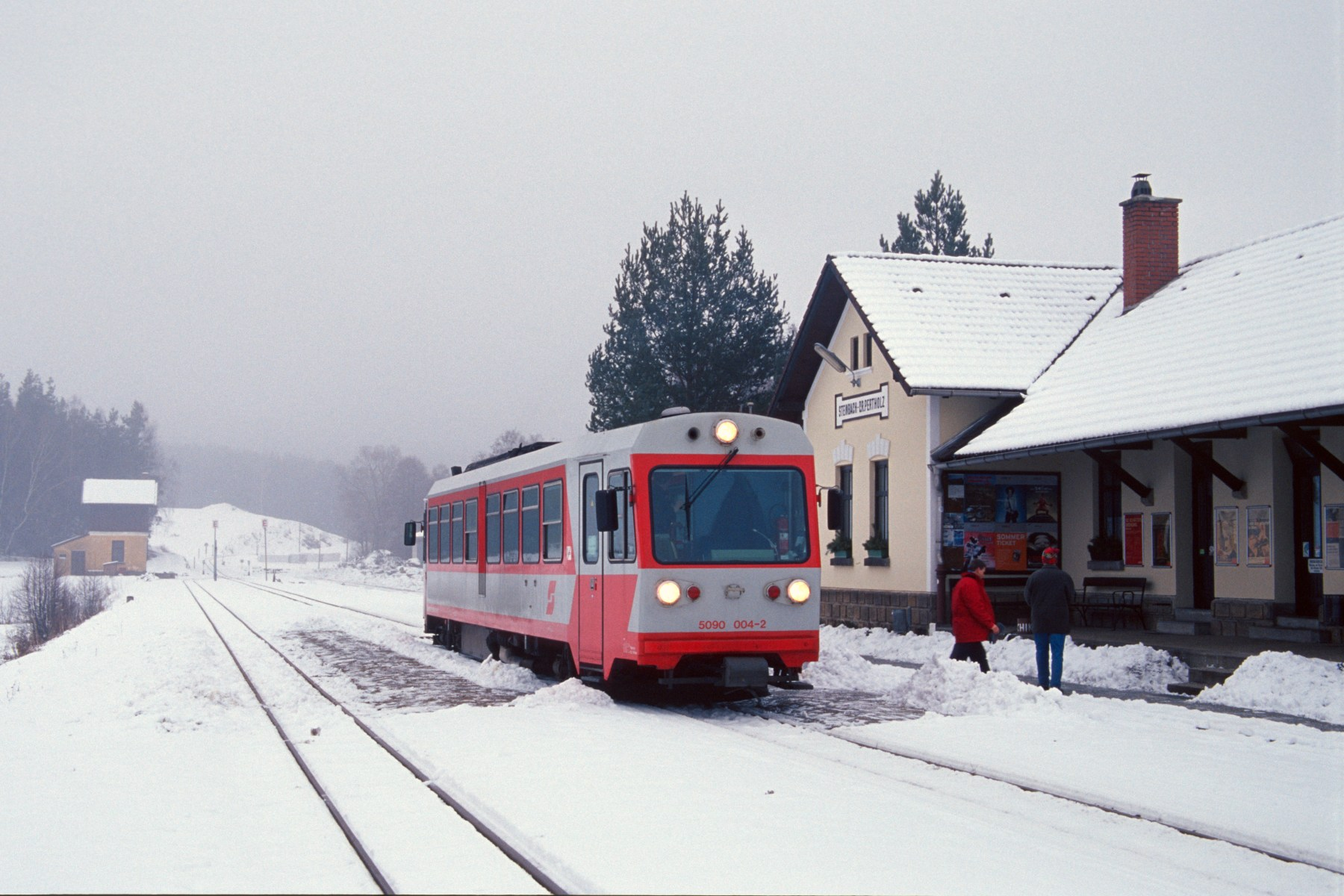

Amaliendorf-Aalfang · Bad Großpertholz · Brand-Nagelberg · Eggern · Eisgarn · Gmünd · Großdietmanns · Großschönau · Haugschlag · Heidenreichstein · Hirschbach · Hoheneich · Kirchberg am Walde · Litschau · Moorbad Harbach · Reingers · Schrems · St. Martin · Unserfrau-Altweitra · Waldenstein · Weitra
- Gemeinsame Normdatei: 4094107-3
- Nationale Bibliotheek van Tsjechië: ge443945
- Virtual International Authority File: 248552928
- WorldCat: E39PBJhhx3fpBXbx8p3fxwkhpP